# Spjærøy
Spjærøy est une île de la commune de Hvaler , dans le comté d'Østfold en Norvège.

## Description
L'île de 8 km2 se trouve dans l'Oslofjord extérieur.
Allongée et fortement boisée elle est reliée à Asmaløy à l'est et à Vesterøy à l'ouest, par ponts et routes. Par Kjøkøy et Kråkerøy la route rejoint le continent.
Les villages de Sand, Østad et Sydengen au nord-est de Spjærøy  avaient de grandes carrières. Les tailleurs de pierre de Hvaler ont construit la Maison du Peuple à Oppdal (Comté de Trøndelag), qui est censée être la plus ancienne de Norvège . L'activité de tailleur de pierre vers la fin du XIXe siècle a contribué à la construction d'une église à Dypedal sur le côté ouest de Spjærøy à la suite d'une augmentation significative de la population dans cette partie de la commune. Dypedal abrite également le musée côtier de Hvaler, qui fait partie des musées d'Østfold.

## Aire protégée
Île fait partie du parc national d'Ytre Hvaler.

## Galerie

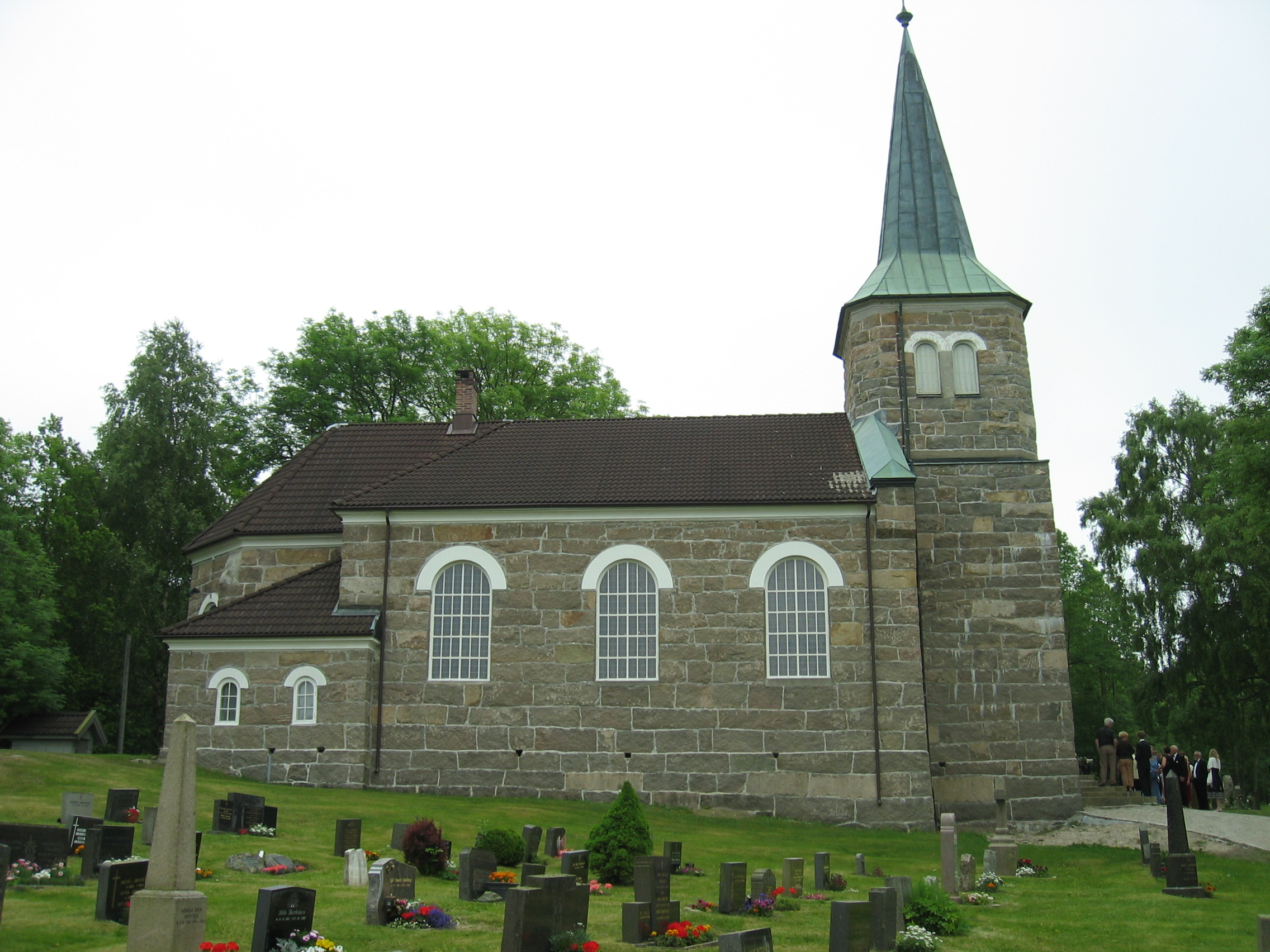
Eglise de Spjærøy